# Radiance of the Seas (schip, 2001)
De Radiance of the Seas is een cruiseschip van Royal Caribbean International.

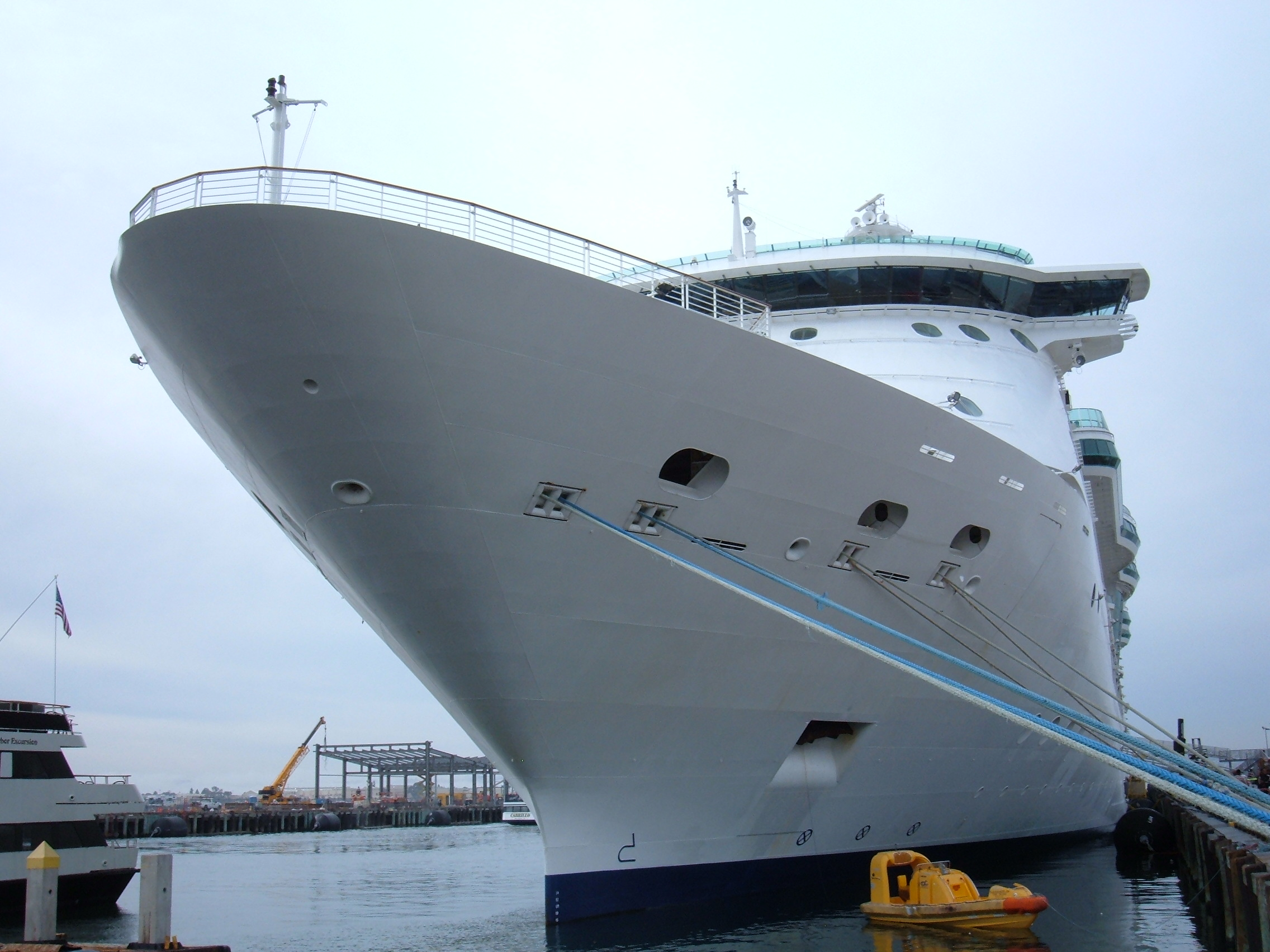
Voorkant van de Radiance of the Seas

De Radiance of the Seas is een evenwaardig cruiseschip aan de Brilliance, Jewel en Serenade of the Seas. Het schip behoort thuis tot haar eigen klasse, de Radiance Class. Het schip is 293 meter lang en 32 meter breed. Het kan 2.501 passagiers en 859 bemanningsleden vervoeren. De snelheid van het schip is 25 knopen (wat ongeveer gelijk is aan 46 km/u).